# كأس الاتحاد الأوروبي 2002–03
كأس الاتحاد الأوروبي 2002–03 (بالإنجليزية: 2002–03 UEFA Cup)‏ هو الموسم الثاني والثلاثون من بطولة كأس الاتحاد الأوروبي.
حقق بورتو البرتغالي لقب البطولة للمرة الأولى في تاريخه بعد فوزه في النهائي على سلتيك الاسكتلندي بنتيجة 3-2 بعد التمديد.